# Гигантские окуни
Гигантские окуни (лат. Stereolepis) — род морских лучепёрых рыб семейства полиприоновых (Polyprionidae). Морские придонные рыбы. Широко распространены в умеренных водах Тихого океана. Максимальная длина тела 250 см.

## Описание
Тело массивное, высокое, несколько сжато с боков, покрыто мелкой ктеноидной чешуёй. Рот большой. Мелкие зубы на челюстях, нёбных костях и сошнике расположены полосками. Жаберные тычинки длинные и крепкие. Спинной плавник с 11—12 колючими и 9—10 мягкими лучами; длина основания колючей части значительно превышает длину основания мягкой части плавника. В анальном плавнике 3 колючих и 7—8 мягких лучей. Хвостовой плавник усеченный или с небольшой выемкой. Боковая линия полная, с небольшим изгибом. Позвонков: 12 туловищных и 14 хвостовых.

## Классификация
В состав рода включают 2 вида:
| Изображение | Название                                                 | Ареал                               | Глубина обитания, м | Максимальная длина тела, см | FishBase |
| ----------- | -------------------------------------------------------- | ----------------------------------- | ------------------- | --------------------------- | -------- |
|             | Stereolepis gigas Ayres, 1859 — Гигантский морской окунь | Восточная часть Тихого океана       | 5—46                | 275                         | [ 4 ]    |
|             | Stereolepis doederleini Lindberg & Krasyukova, 1969      | Северо-западная часть Тихого океана | 400—600             | 200                         | [ 5 ]    |